# Triancyra lutea
Triancyra lutea là một loài tò vò trong họ Ichneumonidae.